# Dariusz Kobylański (sportowiec)
Dariusz Kobylański (ur. 1 stycznia 1962) – polski koszykarz występujący na pozycji środkowego, reprezentant Polski.

## Osiągnięcia
Klubowe
- Mistrz Polski (1987)
- 2-krotny brązowy medalista mistrzostw Polski (1985, 1986)

Reprezentacja
- Uczestnik:
  - mistrzostw Europy (1987 – 7. miejsce)
  - olimpijskich (1988)